# جون كوكس (مخرج)
جون كوكس (بالإنجليزية: John Cox)‏ هو مخرج بريطاني، ولد في 12 مارس 1935 في برستل في المملكة المتحدة.

## وصلات خارجية
- جون كوكس على موقع ميوزك برينز (الإنجليزية)
- جون كوكس على موقع ديسكوغز (الإنجليزية)